# Abdul Rahman Anjan Umma
Abdul Rahman Anjan Umma (Sri Lanka, 6 settembre 1955) è una politica singalese, membro del parlamento dello Sri Lanka.
Venne eletta nel 2004 dal distretto di Gampaha al Parlamento dello Sri Lanka. Nel giugno 2008 lasciò il partito.